# Veslački klub Čurug
Veslački klub Čurug osnovan je u avgustu 2003. godine, kao Udruženje građana, dok je u Veslački savez SCG primljen u septembru 2003. godine. 

## Istorija
Osnivači Veslačkog kluba Čurug su Ivan Tucakov - predsednik, Zoran Kozarov, Dušan Mijatov, Jovan Stančević i Dušan tucakov. Osnovan je avgusta 2003. godine kao Udruženje, sa ciljem popularizacije sporta i rekreacije među školskom decom u selu, a mesec dana nakon osnivanja prerasta u klub, učlanjenjem u Veslački savez SCG.  
Klub se nalazi na obali reke Stare Tise, u Čurugu, u srcu Vojvodine, u Bačkoj, oko 100km od Beograda, oko 40km od Novog Sada i Zrenjanina. 
2008. godine u saradnji sa Pokrajinskim sekreterijatom za sport izgrađen je hangar sa prilazom na vodu i uvršten je u trening centar Veslačkog saveza Srbije. U blizini se nalazi pravac na reci, u dužini od 2,3 km, a staza za veslanje je dugačka 10 km.
Od 2013. godine su višestruki ekipni prvaci na prvenstvima Srbije. 2015. godine primili su najznačajniju nagradu od Pokrajinskog sekreterijata za sport i omladinu VIHOR kao najbolja ženska ekipa u Vojvodini. Pored toga, osvojili su brojne najgrade za najbolji klub i najbolje sportiste u opštini Žabalj, osvajači su mnogobrojnih medalja na domaćim i međunaronim takmičenjima, učesnici balkanskih, evropskih i svetskih prvenstava za kadete, juniore i mlađe seniore u reprezentaciji Srbije. Klub je osvojio 3 medalje na Balkanskim prvenstvima.
Rad kluba se bazira na aktivniostima takmičarskog veslanje na ergometrima i na vodi u muškoj i ženskoj konkurenciji u 3 kategorije (kadeti, juniori i mlađi seniori).
Raša Mijatov postaje trener kluba od 2008. godine., a pridružuju mu se i Mijana Čupić - kao trener i kao takmičar u kadetskoj kategoriji, i Bogdana Kulačin 

## Spoljašnje veze
- Veslački klub Čurug на веб-сајту